# Maciste nella terra dei ciclopi
Maciste nella terra dei ciclopi è un film del 1961 diretto da Antonio Leonviola.
È il terzo film della saga di Maciste, il primo e unico interpretato da Gordon Mitchell.

## Trama
L'ultimo degli eredi del grande Ulisse, il re Agisandro viene ucciso in un violento assalto e sua moglie Penope e tutti i sopravvissuti fatti prigionieri vengono catturati dai soldati della crudele regina Capys, discendente della maga Circe. La regina ha infatti deciso di sacrificare il figlio neonato di Agisandro offrendolo come pasto all'ultimo ciclope, nonché discendente di Polifemo, per mettere fine a una maledizione antica che la tormenta. Maciste viene a conoscenza di ciò e decide di intervenire per portare il bambino al sicuro da un pastore. Purtroppo dopo una serie di difficoltà e peripezie il piccolo cadrà nelle grinfie del perfido Iphitos, amante della regina. Per riuscire nella sua impresa dovrà vedersela con il fascino persuasivo della regina che intanto si innamora progressivamente di lui, competere con Iphitos e i suoi servi ma soprattutto abbattere il fortissimo ciclope. Penope e suo figlio ormai salvi, possono finalmente regnare felicemente mentre a Maciste è offerto di restare, ma egli rifiuta in quanto deve ancora combattere il male e parte così alla volta di nuove avventure.